# جناس صامت
الجناس الصامت أن يأتي المتكلم بكلام كرر فيه حرف صامت أكثر من غيره؛ والصامتات في العربية حروف الهجاء ما عدا حروف العلة والحركات الثلاث. خلافه الجناس المصوت وهو ما تكرر فيه حرف مصوت. وقد اجتمعا في الآية الأولى من سورة المسد ﴿تبت يدا أبي لهب وتب﴾ (111:1) حيث تكررت الفتحة (صوت ‎/a/‏) ثمانا والباء (صوت ‎/b/‏) أربعا.